# Frederick James Eugene Woodbridge
Frederick James Eugene Woodbridge (New York, 1867 – New York, 1940) è stato un filosofo, insegnante e saggista statunitense, che ha esercitato la professione in varie università americane.
Dedicò gran parte della sua carriera alla Columbia University, dove gli è stata dedicata una sala in suo onore.
È stato a lungo direttore del Journal of Philosophy.

## Il pensiero
Egli stesso si considerava una realista, profondamente influenzato da George Santayana.
Le sue tematiche più ricorrenti sono state i modi e gli oggetti della conoscenza, l'unità e la dualità della natura, la morale e il soprannaturale.
Per quanto riguarda l'ambito della conoscenza, Woodbridge, sostenne l'appartenenza alla natura sia dell'ingegno sia delle opere umane, ritenendo impossibile l'esistenza di realtà diverse o indipendenti dalla natura.
Occupandosi di morale, il filosofo, evidenziò il dualismo tra l'ideale e il reale, e tra il naturale e il soprannaturale, causato dalla collocazione dell'ideale nella sfera trascendente la natura.
Il pensiero di Woodbridge viene spesso accostato a quello di Dewey, soprattutto in relazione alle loro considerazioni, in comune, sulla metafisica.

## Opere principali
- The Purpose of History (1916) (Lo scopo della storia)
- The Realm of Mind (1926) (Il regno dello spirito)
- Natura e spirito (1937)
- Saggio sulla natura (1940)